# Pieve di San Fortunato
L'antica pieve di San Fortunato, sorge a meno di un chilometro fuori dell'area urbana di Montefalco, in cima a una collinetta quasi del tutto contornata da un bosco di elci secolari dove si trovano delle grotte, scavate nell'argilla, già usate per i riti pagani e poi paleocristiani quando divennero, come narrato dalla tradizione popolare, luogo di ritiro per san Fortunato che visse tra il 340 e il 400.

## Storia
La pieve è dedicata all'evangelizzatore montefalchese, descritto nel VII secolo dal religioso longobardo Audelao come prete contadino, che alla sua morte venne sepolto in un campetto di sua proprietà. Da lì passò per caso il magister militum Severo e ricevutane una grazia, fece erigere in suo onore una basilica  in un luogo poco distante nel territorio, che venne poi consacrata dal vescovo di Spoleto e dove venne traslato il corpo del santo nel 422. Fu successivamente ampliata nell'VIII e IX secolo, qui nacque la prima parrocchia di Coccorone (antico nome di Montefalco fino al 1250). Dall'VIII secolo vi è documentazione dell'esistenza di fianco alla basilica di una fortezza di proprietà dei duchi longobardi di Spoleto, poi sotto il controllo dall'episcopato spoletino e dal 1320 al 1355 sede dei rettori del Ducato di Spoleto. Dal 1383, insieme a Montefalco, finì sotto i Trinci di Foligno fino al 1439, quando venne abbattuta per volere del popolo montefalchese in seguito alla caduta della tirannica dittatura della famiglia folignate. Intorno al 1442 la chiesa, ormai rudere, venne affidata ai francescani. Frate Antonio da Montefalco, vicario provinciale degli Osservanti e personaggio di spicco all'interno del clero, ottenne il permesso da Papa Eugenio IV di costruire un convento sulle antiche rovine. L'opera venne portata a termine nel 1448 e da quel momento vi s'insediarono i frati minori.

## Descrizione
Frutto di vari rimaneggiamenti, San Fortunato, oggi la chiesa è preceduta all'esterno da un cortile a quadriportico del XV secolo, dove ben si notano, tra quelle in mattoni, alcune colonne reimpiegate dall'originaria basilica.  Nella lunetta del portale si può vedere la Madonna con Bambino tra i santi Francesco e Bernardino da Siena e angeli di Benozzo Gozzoli. Nell'ala a sinistra rispetto all'ingresso principale si trova la Cappella di San Francesco o delle Rose, edificata anch'essa nella stessa epoca e decorata da Tiberio d'Assisi nel 1512 con un ciclo di affreschi sugli Episodi dell'Indulgenza della Porziuncola. 
La chiesa, che risale in parte al XII secolo, è a navata unica con una volta leggermente ogivale e termina in un'abside quadrata, aggiunta dopo restauri in epoca trecentesca. Entrando sulla destra si trova una frammentaria Madonna con Bambino e angeli, anch'essa di Benozzo Gozzoli, un altare con affresco raffigurante San Fortunato e il reliquiario e di fronte un altro con un dipinto raffigurante san Severo rendono omaggio al santo Patrono e all'edificatore della chiesa, in fondo a sinistra una copia della tavola raffigurante l'Assunzione, sempre del Gozzoli, in origine sull'altare maggiore, trafugata e donata nel 1848 a papa Pio IX dal Comune di Montefalco in cambio del titolo di Città, e oggi esposta nella Pinacoteca Vaticana. Le reliquie di san Fortunato sono visibili in un'urna posta nell'altare maggiore.
In questa chiesa era un Crocifisso ligneo dipinto posto su una tavola con i Dolenti, la Maddalena e San Francesco d'Assisi, opera di collaborazione tra Ponziano d'Orvieto e Pietro di Mazzaforte, oggi nella chiesa-museo di San Francesco.